# Gorzesław
Gorzesław est une localité polonaise de la gmina de Bierutów, située dans le powiat d'Oleśnica en voïvodie de Basse-Silésie.